# Vasilije Šijaković
Vasilije Šijaković (Nikšić, 31 de julho de 1929 - 10 de novembro de 2003) foi um futebolista montenegrino que atuava como goleiro.

## Carreira
Vasilije Šijaković fez parte do elenco da Seleção Iugoslava de Futebol, na Copa do Mundo de  1958 e 1962.